# Lupe Sino
Antonia Bronchalo Lopesino, més coneguda com a Lupe Sino (6 de març de 1917 – 13 de setembre de 1959) fou una actriu espanyola.

## Biografia
Antonia Bronchalo Lopesino va néixer el 6 de març de 1917 a Sayatón, un poble de la província de Guadalajara, a Espanya. Va ser la segona de nou nens (Benita, Basilia, Antonia, Claudia, Anunciación, Mari Pili, Emilio i Félix) fills d'Eugenia i Nicomedes, camperols republicans. A catorze anys, la família va anar a viure a Madrid i ella va començar treballar com a criada, però va acabar treballant en el món del cinema italià amb el director Fernando Mignoni. Va morir a Madrid d'un accident vascular cerebral el 13 de setembre de 1959.

## Carrera
Sino va treballar com a actriu de cinema, i va protagonitzar diverses pel·lícules, notablement La dama torera (1950), El marqués de Salamanca (1948), El testamento del virrey (1944), i La famosa Luz María (1942).

## Vida personal
Va conèixer Manolete, el matador al bar Chicote de Madrid, i fou la seva xicota fins a la mort d'ell per una cornada fatal en una actuació el 1947. Com que ella no agradava al seu mànager ni a la seva família, no li van permetre de veure'l abans que ell morís el 29 d'agost de 1947. Va ser fotografiada per Paco Cano al seu costat posteriorment, mentre ell jeia enshrouded.
Quan Manolete va morir, va marxar a Mèxic i es va casar amb l'advocat Manuel Rodríguez. Va tornar a Madrid després de vuit anys, i va morir dos anys més tard.

## Cultura popular
Sino és mencionada juntament amb Manolete com una icona de l'Espanya de la postguerra a la cançó De purísima y oro de Joaquín Sabina, que forma part de l'àlbum 19 Días y 500 Noches (1999).
Sino va ser interpretada per Penélope Cruz en la pel·lícula de 2007 Manolete.